# مارلون ماكسي
مارلون ماكسي (بالإنجليزية: Marlon Maxey)‏ مواليد 19 فبراير 1969 في شيكاغو، هو لاعب كرة سلة أمريكي معتزل. بدأ مسيرته الاحترافية في سنة 1992. تم اختياره من قبل فريق مينيسوتا تمبر ولفز خلال الدرافت. حمل الرقم 25. يبلغ طوله 6 قدم 8 بوصة (2.0 م). اعتزل اللعب في 2001.

## المسيرة الاحترافية
لعب مع مينيسوتا تمبر ولفز من سنة 1992 إلى 1994، ثم لعب مع نادي بريوغان لكرة السلة في الدوري الإسباني في سنة 1995، ثم لعب مع بيريستيري في موسم 1998–1999، ثم لعب مع أسفيل باسكت في الدوري الفرنسي في موسم 1999–2000، ثم لعب مع نادي أليكانتي لكرة السلة في موسم 2000–2001، ثم لعب مع غلطة سراي لكرة السلة في الدوري التركي في سنة 2001.

## روابط خارجية
- مارلون ماكسي على موقع إن بي أي (الإنجليزية)
- مارلون ماكسي على موقع سبورتس رفرنس (الإنجليزية)
- مارلون ماكسي على موقع الدوري الإسباني لكرة السلة (الإسبانية)
- مارلون ماكسي على موقع كرة السلة الأوروبية.كوم (الإنجليزية)
- مارلون ماكسي على موقع كلية كرة السلة في سبورتس رفرنس.كوم (الإنجليزية)
- مارلون ماكسي على موقع ريلجم (الإنجليزية)
- مارلون ماكسي على موقع بروبوليرز (الإنجليزية)
- مارلون ماكسي على موقع سبورتس رفرنس (الإنجليزية)